# Стафорд
Стафорд (на английски: Stafford) е град в централната част на област Стафордшър - Уест Мидландс, Англия. Той е административен и стопански център на едноименната община Стафорд, а също и административен център на цялото графство. Населението на града към 2001 година е 63 681 жители.

## История
Първоначално селището е разположено на остров твърда земя всред блатистия район на река Соу, приток на Трент. През 913 година, Стафорд е укрепен от Ethelfleda - Дама на Мерсия и дъщеря на Алфред Велики. Градът става новата столица на кралство Мерсия от където Ethelfleda управлява като кралица в продължение на 5 години след смъртта на баща ѝ и съпруга ѝ. Някъде по това време започва да се оформя и графството Стафордшър.
Замъка „Стафорд“ е построен от норманите, върху намиращия се наблизо хълм, 4 години след инвазията им през 1066 година. Първоначално той е бил построен от дървен материал но впоследствие е препострояван два пъти от камък. В днешни дни са останали руини от реконструкцията му през ХІХ век. В града има две стари църкви - храмът „Свети Чад“ от англосаксонските времена и университетската църква „Света Богородица“.
През 1206 година, крал Джон издава указ за създаването на общината на Стафорд. На 31 март 2006 година, кралица Елизабет ІІ посещава градът за да се присъедини към честванията по случай 800 години от общинското съществуване.

## География
Стафорд е разположен в южната част на общината, централно по отношение на графството. Градът се намира по средата на направлението север-юг между двете близки урбанизирани територии – агломерацията Уест Мидландс, започваща на около 20 километра в южна посока и По̀търийз, образувана при Стоук он Трент на около 20 километра северно.
В непосредствена близост западно от града преминава Магистрала М6, част от транспортния коридор свързващ Глазгоу с Бирмингам и Лондон.

## Демография
Изменение на населението за период от две десетилетия 1981-2001 година:
| година    | 1981   | 1991   | 2001   |
| --------- | ------ | ------ | ------ |
| население | 60 915 | 61 885 | 63 681 |